# Oryzopsis pamiralaica
Oryzopsis pamiralaica är en gräsart som beskrevs av Grig. Oryzopsis pamiralaica ingår i släktet Oryzopsis och familjen gräs. Inga underarter finns listade i Catalogue of Life.